# 三田真鈴
三田 真鈴（みた まりん、2002年〈平成14年〉6月28日 - ）は、日本のAV女優。LIGHT所属。

## 略歴
2023年11月14日、「新人NO.1STYLE 三田真鈴 AVデビュー」でS1 NO.1 STYLE（エスワン）専属女優としてAVデビュー。
2024年6月12日週FANZAレンタルフロアランキングにて、『激イキ186回! 痙攣4602回! イキ潮3200cc! エロめっちゃ可愛い三田真鈴 エロス覚醒 はじめての大大大・痙・攣スペシャル』が初登場10位にランクイン。
同年8月26日週FANZA動画フロアランキングにて、同年3月発売の『アナタの最高オナニーのために三田真鈴が可愛く見つめておち●こを刺激、そして何度も射精を笑顔で受け止める…大量顔射スマイルオナサポ』が8位に急上昇した。
同年11月4日週FANZA通販フロアランキングにて、出演作『S1 PRECIOUS GIRLS 2024 オールスター24名大集合ハーレムアイランドSpecial』が初登場1位にランクイン。11月11日週では同作が1位。DVD版も3位ランクイン。
2024年11月15日、Youtubeチャンネルを開設。
同年12月24日、光文社『FLASH』が独自集計した「FLASHセクシー女優ランキング2024」で11位。
2025年3月、FANZAのキャンペーン企画『春のパンツまつり2025』のキャンペーンガールに伊藤舞雪、長浜みつりと共に就任。
2025年4月21日週FANZAレンタルフロアランキングで『汚れを知らない笑顔少女を我慢できずにメチャクチャ痴●してやったら・・・彼氏よりも俺のテクの虜に。』が4位ランクイン。同年FANZAレンタルフロア4月度女優ランキング3位。
2025年5月5日週FANZA動画フロアランキングにて、同年2月発売の『S1女優 浅野こころ 三田真鈴と夢の合コン！ターゲットにされた僕は…ラブホ持ち帰りされホロ酔いドスケベ逆3P』が5位に浮上した。

## 人物
- デビュー作で大学生であることを明かしている。
- 芸名はアナウンサーの三田友梨佳に似ていることから名字を三田にした[1]。
- 家族構成は両親と5人姉妹で真鈴は次女である[1]。
- AVデビューは家族全員に明かしていた[1]。
- AV女優になりたかったきっかけは有名になりたかったのと、エッチが好きだったから。明日花キララと三上悠亜に憧れていた[1]。
- 初体験は18歳（高校3年生）で、相手はバイト先で知り合った1歳歳上の大学生。その大学生も初体験で、場所は車の中だった[1]。
- 経験人数は3人で変わった場所はベランダや公園で行った[12]。
- 今後やりたいのは乱交プレー[12]。
- 趣味はマジックである[13]。
- AV男優の吉村卓は2023年に「清楚で派手さはないのに、とっても巨乳。『このギャップで絶対に売れる』と共演して確信しました」と述べている[14]。
- 自身では性格を「マイペースで超天然」と自己分析している[15]。

## 作品
◎はBD版発売作品。

### アダルトDVD / BD
- 新人NO.1STYLE 三田真鈴 AVデビュー（11月14日、エスワン）◎
- エロめっちゃ可愛い三田真鈴の初・体・験3本番 人生初めて尽くし! 激イキしまくりスペシャル!（12月12日、エスワン）◎

- 交わる体液、濃密セックス 完全ノーカットスペシャル 三田真鈴（1月9日、エスワン）◎
- 激イキ186回! 痙攣4602回! イキ潮3200cc! エロめっちゃ可愛い三田真鈴 エロス覚醒 はじめての大大大・痙・攣スペシャル（2月13日、エスワン）◎
- アナタの最高オナニーのために三田真鈴が可愛く見つめておち●こを刺激、そして何度も射精を笑顔で受け止める… 大量顔射スマイルオナサポ（3月12日、エスワン）◎
- 出ちゃう、出ちゃう、出ちゃ… うぅぅ。大量失禁が止まらない… 初めての恥じらい超お漏らしアクメ 三田真鈴（4月9日、エスワン）◎
- 甘可愛いセラピストがとろけた顔で見つめて愛しておち●こ癒す、超恋人メンズエステ 三田真鈴（5月14日、エスワン）
- 終電を逃したバイト先店長と女子大生はその後…ホテルで朝まで甘くて切ない性交に溺れてしまった、イケない純愛相部屋NTR 三田真鈴（6月11日、エスワン）◎
- おじさん大好き美女が中年オヤジと涎だくだく接吻ねちょねちょで絡み合う超濃厚ベロチュウ性交 三田真鈴（7月9日、エスワン）
- 膣奥にピストンされまくって子宮絶頂が止まらない…デカチン追撃性交ノンストップスペシャル 三田真鈴（8月13日、エスワン）
- キモすぎる変態義父のち●こがめちゃくちゃ大きくて… 女子大生の私は嫌でたまらないのにおま●こは濡れまくってイッてしまった。 三田真鈴（9月10日、エスワン）◎
- 【顔・性格・交尾】 全て最高の愛人とひたすら浮気セックスする最高の金曜日。 三田真鈴（10月8日、エスワン）◎
- 「え…! 終電なくしたんですか!? 私の家泊まりますか?」 会社の美人後輩の誘いに乗ったらすっぴんと無防備な部屋着に僕は理性吹っ飛び… 三田真鈴（11月12日、エスワン）
- S1 PRECIOUS GIRLS 2024 オールスター24名大集合ハーレムアイランドSpecial（12月10日、エスワン）◎ [16][17][18]
- 汚れを知らない笑顔少女を我慢できずにメチャクチャ痴●してやったら…彼氏よりも俺のテクの虜に。 三田真鈴（12月10日、エスワン）

- セックス大好き三田真鈴が媚薬盛り込んで禁欲挑戦― 笑顔可愛い女子が性欲大解放イキ壊れた【超エビ反りパニックキメセク漬け】（1月14日、エスワン）◎
- 癒しの笑顔で実は超エッチ 三田真鈴 初ベスト デビューから1年分 全12タイトル & 全コーナー収録 12時間スペシャル（1月28日、エスワン）◎ ※単体ベスト
- エスワン20周年記念 AV業界史に残る最強タッグ作品 世界に誇る一流女優たちが極上ご奉仕してくれる 超S1級 ハーレム風俗フルコース（1月28日、エスワン）◎ [19]
- このおっとり天然ナースは、チ●ポがバグるほど舐めて連射させてじゅぼじゅぼフェラチオやめたくない。 三田真鈴（2月11日、エスワン）
- 「内気でもじもじして押しに弱い」彼女の妹に欲情し、こっそりハメ続けた最低な僕。 三田真鈴（3月11日、エスワン）
- 俺専属の超可愛いメイドは大量顔射がいっちばん喜ぶので、顔面ぶっかけSEXでたっぷり可愛がってやる! 三田真鈴（4月8日、エスワン）
- 子犬のような儚い生徒が担任の僕をラブホ誘惑。実はすご～くエッチで私の理性は吹き飛んだ。 三田真鈴（5月13日、エスワン）
- 顔採用の新人OLは大嫌いなセクハラ上司に7日間こっそり媚薬を盛られ出張同行日にムラムラ爆発! キモいペニスが欲しくてたまらない。 三田真鈴（6月10日、エスワン）
- エスワン20周年記念 AV業界史に残る最強タッグ作品 たまったら射精しよう わたしたち おチ●ポテクニシャンです。 本郷愛 河北彩伽 金松季歩 miru 三田真鈴 七ツ森りり 浅野こころ 奥田咲 楓ふうあ 明日葉みつは（6月24日、エスワン）◎ [20]
- サッカー部のマネージャーってヤリマンで部員と乱交パーティーやってるらしいよ！優しくて選手の性欲まで面倒みちゃう！？おサセマネージャー 三田真鈴（7月8日、エスワン）
- エスワン20周年記念 AV業界史に残る最強タッグ作品 1×18。AVメーカーS1所属の新人ADの俺は、最高セクシー女優様たちにこっそりシコられ、ハメられ、エロいことに巻き込まれる、AV職場ラッキーSEX（7月22日、エスワン）
- 童貞君の成績と射精を徹底管理してくれる ほんわか家庭教師の超優しい筆おろしレクチャー 三田真鈴（8月12日、エスワン）

### VR作品
- VR NO.1 STYLE＜三田真鈴＞解禁 ぶっちぎり、可愛い。無邪気な笑顔、恥じらう仕草、抜群スタイル ありのままが、愛おしい。イチャラブ同棲生活（1月8日、エスワン）
- 可愛さと、あざとさと、射精感と。三田真鈴がぶっちぎりに癒してくるドキドキ風俗 3 シチュエーション 2SEX Special!!（5月31日、エスワン）
- 推しに弱いフリしてこっそり性処理ご奉仕してくれるあざと可愛い新人ナースと濃密えちえち入院性活 三田真鈴（9月12日、エスワン）

- S1女優 浅野こころ 三田真鈴と夢の合コン! ターゲットにされた僕は… ラブホ持ち帰りされホロ酔いドスケベ逆3P（2月2日、エスワン）
- 「文化祭、2人で抜け出さない?」 学園のマドンナ三田さんに手を握られて… 制服脱いだら艶っぽい大人スレンダーボディで瞬殺 あまりにも抜け駆けSEXが最高すぎたラブホ後夜祭 三田真鈴（4月18日、エスワン）

### イメージ作品
2024年
- 笑顔の直球に、僕はやられた 三田真鈴（1月9日、FAIR & WAY）◎
- 美女のハダカ 三田真鈴（10月30日、スパイスビジュアル）

2025年
- 嘘だらけの秘め事 三田真鈴（2月11日、FAIR & WAY）◎

### デジタル写真集
- FLASHデジタル写真集R　三田真鈴　見たらダメ（2月26日、光文社、撮影：佐々木大輔）
- 春のパンツまつり2025 Photo Book（3月21日、FANZA BEAUTY COLLECTION、撮影：田村浩章）※「春のパンツまつり2025」キャンペーンガール3名によるオリジナルフォトブック。FANZA限定配信。
- S1 COLLECTION vol.1（4月22日、a-list photo anthology）※「S1 NO.1 STYLE」専属女優15名によるオムニバス写真集。
- スマイル パンデミック 三田真鈴（5月1日、a-list photo anthology、撮影：八坂悠司）

## 出演

### テレビ
- ビ〜チ9（2024年3月、テレビ埼玉） - 3月マンスリーゲスト
- 月ともぐら（2024年6月7日・14日・7月5日・12日・26日・11月1日 - 22日・12月13日 - 12月27日・2025年2月7日 - 14日・3月21日 - 4月11日・5月23日 - 、テレビ東京)

### ウェブテレビ
- 愛のハイエナ2（2024年3月26日 - 4月16日[21]、ABEMA） - 恋愛企画「ピュアな恋がしたい」[22]
- 鶴瓶&ナイナイのちょっとあぶないお正月2025（2025年1月1日、ABEMA）- マジシャン美女、ノパン三世が化けた美女役
- カチコチTV（2025年3月28日・4月4日、FANZA TV）

### ラジオ
- ねむチキ（2025年3月2日・9日・4月27日・5月4日、TBSラジオ）

### WEB掲載記事
- Denim×Sneakers vol.4 三田真鈴（2025年4月7日、fempass）
- 君の温度　第24回　三田真鈴（2025年4月29日、fempass）